# Pozuelo, Mexiko
Pozuelo är en ort i Mexiko.   Den ligger i kommunen Tlalixcoyan och delstaten Veracruz, i den sydöstra delen av landet, 300 km öster om huvudstaden Mexico City. Pozuelo ligger 15 meter över havet och antalet invånare är 575.
Terrängen runt Pozuelo är mycket platt. Runt Pozuelo är det ganska glesbefolkat, med 43 invånare per kvadratkilometer. Närmaste större samhälle är Tlalixcoyan, 3,2 km söder om Pozuelo. Omgivningarna runt Pozuelo är en mosaik av jordbruksmark och naturlig växtlighet.